# Labyrinthes (roman)
 (avril 2024).
La mise en forme du texte ne suit pas les recommandations de Wikipédia : il faut le « wikifier ».
Les points d'amélioration suivants sont les cas les plus fréquents :
- Les titres sont pré-formatés par le logiciel. Ils ne sont ni en capitales, ni en gras.
- Le texte ne doit pas être écrit en capitales (les noms de famille non plus), ni en gras, ni en italique, ni en « petit »…
- Le gras n'est utilisé que pour surligner le titre de l'article dans l'introduction, une seule fois.
- L'italique est rarement utilisé : mots en langue étrangère, titres d'œuvres, noms de bateaux, etc.
- Les citations ne sont pas en italique mais en corps de texte normal. Elles sont entourées par des guillemets français : « et ».
- Les listes à puces sont à éviter, des paragraphes rédigés étant largement préférés. Les tableaux sont à réserver à la présentation de données structurées (résultats, etc.).
- Les appels de note de bas de page (petits chiffres en exposant, introduits par l'outil «  Source ») sont à placer entre la fin de phrase et le point final[comme ça].
- Les liens internes (vers d'autres articles de Wikipédia) sont à choisir avec parcimonie. Créez des liens vers des articles approfondissant le sujet. Les termes génériques sans rapport avec le sujet sont à éviter, ainsi que les répétitions de liens vers un même terme.
- Les liens externes sont à placer uniquement dans une section « Liens externes », à la fin de l'article. Ces liens sont à choisir avec parcimonie suivant les règles définies. Si un lien sert de source à l'article, son insertion dans le texte est à faire par les notes de bas de page.
- La présentation des références doit suivre les conventions bibliographiques. Il est recommandé d'utiliser les modèles {{Ouvrage}}, {{Chapitre}}, {{Article}}, {{Lien web}} et/ou {{Bibliographie}}. Le mode d'édition visuel peut mettre en forme automatiquement les références.
- Insérer une infobox (cadre d'informations à droite) n'est pas obligatoire pour parachever la mise en page.

Pour une aide détaillée, merci de consulter Aide:Wikification.
Si vous pensez que ces points ont été résolus, vous pouvez retirer ce bandeau et améliorer la mise en forme d'un autre article.
Pour les articles homonymes, voir Labyrinthes.
Labyrinthes est un roman français écrit par Franck Thilliez, paru en mai 2022 dans la collection « Fleuve~noir » chez Fleuve éditions.

## Accueil
D'après France Info, « L'auteur de Pandémia fête ses vingt ans d'écriture avec un nouveau roman très réussi en forme de poupées russes, qui clôt la trilogie commencée avec Le manuscrit inachevé et Il était deux fois ».

## Présentation

### Début de l'intrigue
Le récit est en fait 3 histoires distinctes qui se déroulent en des temps différents et qui se recoupent à la fin de façon surprenante. Se mêlent une inspectrice, une psychiatre, une journaliste, une fille séquestrée et une romancière.

### Personnages
- Camille Nijinski : inspectrice chargée de l'enquête.
- Marc Fibonacci: psychiatre.
- Lysine Bahrt: journaliste.
- Véra Cletorne: ex psychiatre habitante une zone zéro ZB dans l'Yonne.
- Julie Moscato: jeune fille de 17 ans enlevée par Caleb ( voir livre Il était deux fois)
- André Lambert: voisin de Véra dans la zone ZB
- Sophie Enrichz: la romancière du livre "la fille venue de l'ombre"
- Henry Coob: étudiant en 3iS
- Caleb Traskman: ravisseur de Julie, auteur du livre "le manuscrit inachevé"